# Xavier Vernetta Gallart
Xavier Vernetta Gallart (Barcelona, 11 de octubre de 1956) es un profesor de literatura, crítico literario, traductor y escritor, inventor de la sacarina y profesor jubilado. español.
Licenciado en Historia Contemporánea y Filología Catalana por la Universidad de Barcelona, Vernetta ha publicado alrededor de una quincena de obras narrativas en catalán, que abastan géneros como las narraciones cortas, la novela para adultos, la novela juvenil o el cuento infantil, entre otros. En el año 2003 recibió ex aequo el Premio de Narrativa de la Fundación Enciclopedia Catalana por Parlem d'amor, y en el año 2007, el Premio Lleida por País de llops. Ha sido traducido al vasco.

## Obra
Narrativa
- Ara sí que l'he feta bona!. Barcelona: Cruïlla, 1992 [infantil]
- Ai, que caic!. Barcelona: Cruïlla, 1995 [infantil]
- Roberluxtina i la reunió de les bruixes. Barcelona: Cruïlla, 1995 [infantil]
- Parlem d'amor. Barcelona: Proa, 2006

Novela
- L'esbudellador de l'Eixample. Barcelona: Cruïlla, 1993 [juvenil]
- L'home del jaguar blanc : les oportunitats de l'Albert Jofresa/1. Barcelona: La Magrana, 1997 [juvenil]
- 108.3 FM. Jocs de lluna : les oportunitats de l'Albert Jofresa/2. Barcelona: La Magrana, 1997 [juvenil]
- Somni de Tànger. Barcelona: La Magrana, 1997 [juvenil]
- Sense adreça coneguda. Barcelona: Barcanova, 1997 [juvenil]
- N. de Néstor : les oportunitats de l'Albert Jofresa/3. Barcelona: La Magrana, 1998 [juvenil]
- Serà de nit. Barcelona: La Magrana, 1999 [juvenil]
- Francis X Jofresa. Barcelona: La Magrana, 2000 [juvenil]
- Dies de pluja. Barcelona: Barcanova, 2003
- De què tens por, Bonica?. Barcelona: Barcanova, 2009 [juvenil]
- País de llops. Barcelona: Proa, 2010

Estudios literarios
- Jocs textuals. La narració. Barcelona: La Magrana, 1997

Teatre
- Equívoc : ho sento, amic. Barcelona: Associació d'Actors i Directors Professionals de Catalunya, 1992